# Бурмистров, Станислав Алексеевич
Бурмистров Станислав Алексеевич (род. 1993) — российский автогонщик, победитель национальной гоночной серии «Формула Россия».

## Карьера
Начал заниматься картингом в 13 лет в московском клубе «Пилот». На первом же соревновании занял призововое место. За 7 лет завоевал награды в любительских и спортивных гоночных сериях. Многократно участвовал в международных соревнованиях и занимал призовые места.
В 2009 году стал победителем детского турнира ДМС (Детские межклубные соревнования) в зачёте Суперлига, где соревновались представители московских и областных картинговых школ.
В 2013 году начал своё выступление в российской гоночной серии «Формула-Россия» за команду ЗИЛ/АЗС Трасса. После окончания сезона занял первое место в итоговой турнирной таблице.
Участник Гранд Финал Форцы — 24 часовая гонка на выносливость на картах.
Представитель России на Международном Гранд Финале Ротакс в Италии 2010 г.
В 2013 году открыл собственную школу картинга в клубе «Arena GP».
В 2014 году принял участие в ежегодной картинговой гонке 24 часа в Дубае совместно с российской командой Forza Union Russia, которая по итогам 24-часой гонки заняла четвёртое место в общем зачете, второе место в «национальном» зачете и третье место в зачете «профессионалы». Личным достижением спортсмена в гонке считается лучший круг сессии и победа над чемпионом мира Формулы 1 Фернандо Алонсо.
В 2014 году занял третье место в национальной гоночной серии «Формула Россия».
Основной партнёр пилота — московская сеть АЗС «Трасса».

## Профессиональная карьера
- 2008 г. — Победитель серии РАФ в классе Biland.
- 2008 г. — Победитель национального турнира KartGPRussia (пять побед из шести этапов).
- 2010 г. — Победитель Кубка РАФ в классе Rotax (четыре победы из пяти этапов).
- 2011 г. — Победитель этапа Зимнего Кубка Голландии в классе Rotax Max.
- 2013 г. — Победитель чемпионата Москвы и Московской области в классе Формула 3.
- 2013 г. — Победитель национальной серии Формулы РОССИЯ.
- 2013 г. — Победитель и бронзовый призёр гонок второго этапа Чемпионата Татарстана.
- 2013 г. — Серебряный призёр двух гонок третьего этапа Чемпионата Татарстана.
- 2013 г. — Первое место национального зачета гонки 24 часа Дубая в ОАЭ.
- 2013 г. — Третье место гонки 24 часа Берлин в Германии.
- 2014 г. — Третье место национального зачета гонки 24 часа Дубая в ОАЭ.
- 2014 г. — Победитель Гранд финала M.I.K.C. 10-ти часовая гонка на выносливость на картах.
- 2014 г. — Второе место в национальном зачете гонки 24 часа Дубая в ОАЭ.
- 2014 г. — Третье место в национальной гоночной серии «Формула Россия».